# Franz Bummerl
Franz Bummerl, Pseudonym Claus Bottner (* 11. Januar 1927 in Labant, Tschechoslowakei; † 19. Juli 2011 in Ludwigsburg) war ein böhmisch-deutscher Musiker, Komponist und Arrangeur. Er war Gründungsmitglied der Original Egerländer Musikanten.

## Leben
Bummerl erhielt als Kind Violin- und Trompetenunterricht bei Franz Heinl in Oelsnitz (Vogtland).
Nach erfolgreicher Aufnahmeprüfung studierte er am Deutschen Hochschulinstitut für Musik und darstellende Kunst in Prag. Seine Hauptfächer dort waren Komposition, Trompete und Klavier, seine Lehrmeister waren Fidelio F. Finke und Anton Nowakowski. Im Jahre 1943 musste Bummerl sein Studium abbrechen, er wurde zum Musikkorps der Luftwaffe in Berlin eingezogen. Nach dem Krieg fand Franz Bummerl in Stuttgart eine neue Heimat und setzte ab 1946 sein Studium an der dortigen Musikhochschule Stuttgart fort. Nach dem Studium 1951 gehörte Bummerl 15 Jahre dem Südfunk-Tanzorchester unter der Leitung von Erwin Lehn an, in dem er die Trompete spielte. In dieser Zeit begegnete er Ernst Mosch und hob mit diesem 1956 die Original Egerländer Musikanten aus der Taufe. Dort spielte er Flügelhorn, komponierte, arrangierte und war bis zum Engagement der Sängerin Barbara Rosen 1971 auch alleiniger Gesangspartner Moschs. Er erhielt zahlreiche goldene Schallplatten; viele seiner über 700 Kompositionen und Arrangements wurden auch international bekannt. Franz Bummerl starb am 19. Juli 2011 in Ludwigsburg. Er wurde auf dem Gemeindefriedhof Tamm, Landkreis Ludwigsburg beerdigt.

## Kompositionen (Auszug)
- Dort tief im Böhmerwald (Walzer)
- Der Herzensbrecher (Polka)
- Verliebt, verlobt, vorbei (Walzer)
- Verschwiegene Liebe (Amour inavoué) (Walzer)
- Mausi (Walzer)
- Sei doch nicht so brav (Polka)
- Musikantengruß (Polka)
- Egerländer Liedermarsch Nr. 1 (Fuhrmannsmarsch) (Polka)